# Сарпинский заказник
Сарпинский заказник — государственный природный заказник федерального значения биологического (зоологического) профиля. Создан 7 июля 1987 года приказом Главохоты РСФСР № 259.

## География
Заказник расположен в пределах Сарпинской низменности на территории Кетченеровского, Юстинского и Яшкульского районов Республики Калмыкии. Площадь территории составляет 195 925 га.

## Цели и задачи
Заказник создан в целях сохранения, восстановления и воспроизводства ценных в хозяйственном, научном и культурном отношении, а также редких и находящихся под угрозой исчезновения видов животных, а также среды их обитания, исчезающих и лекарственных растений, мест их произрастания.
Основными задачами заказника являются:
1) сохранение, восстановление и воспроизводство объектов животного мира и поддержание экологического баланса;
2) сохранение среды обитания и путей миграции объектов животного мира;
3) проведение научных исследований;
4) осуществление экологического мониторинга;
5) экологическое просвещение.

## Гидрографическая сеть
На территории заказника отсутствуют реки и ручьи. В озёра Сарпинской низменности иногда сбрасывается вода с рисовых чеков. Глубина озёр не превышает 0,5 метра. Грунтовые воды залегают на глубине от 2-х до 20 метров и характеризуются довольно сильной минерализацией (0,5-2,0 г/л) и пестротой ионного состава.

## Климат
Климат сухой. В январе средняя температура — − 7°С, в июле средняя температура — 25 °С. Годовое количество осадков составляет 243 мм.

## Растительный и животный мир
Основная охраняемая территория расположена в зоне северо-туранских ксерофитно-полукустарничковых пустынь.Преобладающим типом растительных сообществ заказника являются пустынные полынно-дерновинно-злаковые степи, менее распространены сухие полынно-дерновинно-злаковые степи и солончаки.
Животный мир заказника сравнительно беден, из класса млекопитающих наиболее распространены представители отряда грызунов: малый суслик, земляной заяц, малый тушканчик, тарбаганчик, мохноногий тушканчик, полуденная песчанка и др. Из отряда насекомоядных наиболее многочисленен ёж ушастый. Представителями отряда хищных являются лисица, корсак, хорь степной, волк.

## Объекты охраны
К объектам охраны относятся: сайгак, степной орел, журавль-красавка, стрепет дрофа, канюк-курганник, а также растительные полупустынные сообщества.